# Seferovci (gmina Srbac)
Seferovci (cyr. Сеферовци) – wieś w Bośni i Hercegowinie, w Republice Serbskiej, w gminie Srbac. W 2013 roku liczyła 238 mieszkańców.